# سیارک ۲۴۹۰۷
سیارک ۲۴۹۰۷ (به انگلیسی: 24907 Alfredhaar، نامگذاری:1997CO4) بیست و چهار هزار و نهصد و هفتمین سیارک کشف شده‌است که در ۴ فوریه ۱۹۹۷ کشف شد.
قدر مطلق سیارک برابر ۹.۸ است.